# Gozd - Martuljek
Gozd - Martuljek (nekdaj Rute) je razpotegnjeno naselje z dobrimi 600 prebivalci v Občini Kranjska Gora. Leži na obeh bregovih reke Save Dolinke, ob cesti Jesenice–Kranjska Gora v ozkem delu Zgornjesavske doline, med Karavankami in Martuljško skupino v Julijskih Alpah z izstopajočim vrhom Špikom.
Leta 1955 je bilo naselje preimenovano iz Rut v Gozd - Martuljek. Današnje ime je izpeljano iz občnega imena 'gozd' in 'Martuljek', imena tamkajšnjega potoka. Slednji izvira iz imena Martul, ki ga je slovenščina prevzela iz italijanskega andronima Martullo.
Naselje se deli na Spodnje Rute, kjer so stari kmečki domovi in Zgornje Rute. Še vedno je pomembna živinoreja s planinskim pašništvom, med ponudniki turističnih storitev je najvidnejši hotel Špik, več je hiš, ki oddajajo apartmaje in počitniških hiš, restavracije, pošta, trgovina, manjša cerkev in drugo. Tu je tudi kamp Špik.
Je sedež krajevne skupnosti "RUTE" - Gozd - Martuljek in Srednji vrh, ki obsega območje naselij: Gozd - Martuljek in Srednji vrh.
S severnih pobočij Martuljške skupine se vode stekajo v potok Martuljek (Martuljščico) ki se tik pod vasjo pa se izliva v Savo Dolinko. Na njem sta dva visoka slapova. Vzhodno od naselja je občasni slap Lucifer (imenovan tudi Mokre Peči). Ob Belem potoku, ki je levi pritok Save Dolinke, so pod Kukovo špico (2427 m) številni slapiči (skočniki). Nad Gozdom Martuljkom je vas Srednji Vrh, ki je odlična razgledna točka za Martuljško skupino gora ter izhodišče nekaterih planinskih poti po Karavankah.
V vasi je kapela Marije Snežne.
Naselje, ki je bilo v preteklih stoletjih precej odmaknjeno je postalo prometno dostopnejše, ko so 1870 zgradili železniško progo Jesenice–Trbiž, ki so jo opustili leta 1966. Takrat naj bi tudi nastalo današnje ime kraja, ko so na postaji obesili napis z imenom Gozd in zraven napisali še ime potoka Martuljek.
Skozi naselje poteka tudi daljinska kolesarska povezava D-2 na odseku Kranjska Gora–Mojstrana–Jesenice.